# Miko
En xintoisme, una miko (巫女, lit. «núvia de santuari») és una donzella d'un jinja (神社, santuari xinto) o una sacerdotessa suplementària. Antigament les miko eren considerades com unes xaman, però en la cultura japonesa moderna tenen un rol institucionalitzat en la vida quotidiana del santuari, entrenades per dur a terme tasques, des de la neteja sagrada fins a la realització de la dansa sagrada del kagura (神楽 / かぐら, entreteniment per als déus).

## Etimologia
Les paraules japoneses «miko» i «fujo» («dona xaman» i «donzella» respectivament) solen ser escrites pel kanji compost 巫女 (xaman + dona). Antigament, miko s'escrivia 神 子 (kami / déu + nen) i 巫 子 (xaman + nen).
El kamigakari (estat de trànsit per la possessió per un esperit o un kami) i el takusen (oracle) són les funcions vocacionals de les miko al servei d'un santuari. A mesura que passava el temps, les miko abandonaven els santuaris i començaven a treballar independentment en la societat secular. Actualment, les miko dels santuaris no fan més que seure als taulells de recepció i fer la dansa del kagura. A més d'un mèdium o una miko (o un geki, un xaman masculí), el takusen pot ser realitzat ocasionalment per un sayaniwa (沙庭) que interpreta les paraules de la persona posseïda per fer-les comprensibles per a altres persones presents. El kamigakari i el takusen poden ser passius (quan una persona parla després de ser posseïda involuntàriament per un esperit o té una revelació d'un somni) o actius (quan la possessió per l'esperit es indueix en una persona específica per a comprovar la voluntat divina o obtenir una revelació divina).
Les miko són conegudes per molts noms; Fairchild enumera 26 termes per a «miko adjuntes a un santuari» i 43 per a «miko no adjuntes a un santuari». Altres noms són ichiko (巫 子, xaman + nen ; o 市 子, mercat / poble + nen; ambdues probables instàncies d'ateji) que significa «dona mèdium», i reibai (霊 媒) que significa «esperit intermedi», «mèdium».
En català, la paraula sovint es tradueix com a «donzella», encara que sovint s'utilitza el terme «dona xaman» o, tal com va traduir Lafcadio Hearn, «divinitat».
Alguns acadèmics prefereixen la transliteració, contrastant el «mikoisme» japonès amb altres termes asiàtics per als xamans. Com explica Fairchild:
| «               | Les dones van tenir un paper important en una regió que s'estenia des de Manchuria, Xina, Corea i Japó fins a les illes Ryukyu. Al Japó, aquestes dones eren sacerdotesses, endevines, magues, profetes i dónes xamans en la religió popular, i eren les principals intèrprets en el xintoisme organitzat. Aquestes dones es deien miko, i l'autor anomena el complex «mikoisme» per manca d'una paraula adequada. | » |
| — Fairchild, 57 | |   |

## Descripció física
El vestit tradicional d'una miko és un hakama (袴) vermell escarlata anomenat hibakama (緋袴), un quimono (着物) blanc amb mànigues amples anomenat chihaya (千 早), sovint adornats amb motius vermells i cerimonials, i sandàlies tradicionals anomenades zōri (草 履). També és habitual que la miko porti una hanakanzashi (花 簪, cadenes de flors que es pengen al pèl del cap), o altres ornaments, generalment blancs o vermells. En el xintoisme, el color blanc simbolitza la puresa.
Les eines tradicionals de les miko inclouen l'azusayumi (梓 弓, arc musical japonès fet de fusta de catalpa), el tamagushi (玉 串, branca de sakaki per a ofrenes) i el gehōbako (外 法 箱, la caixa sobrenatural que conté nines, cranis d'animals i humans, i boles de pregària xintoistes).
Les miko també fan servir campanes, tambors, espelmes i bols d'arròs en cerimònies.

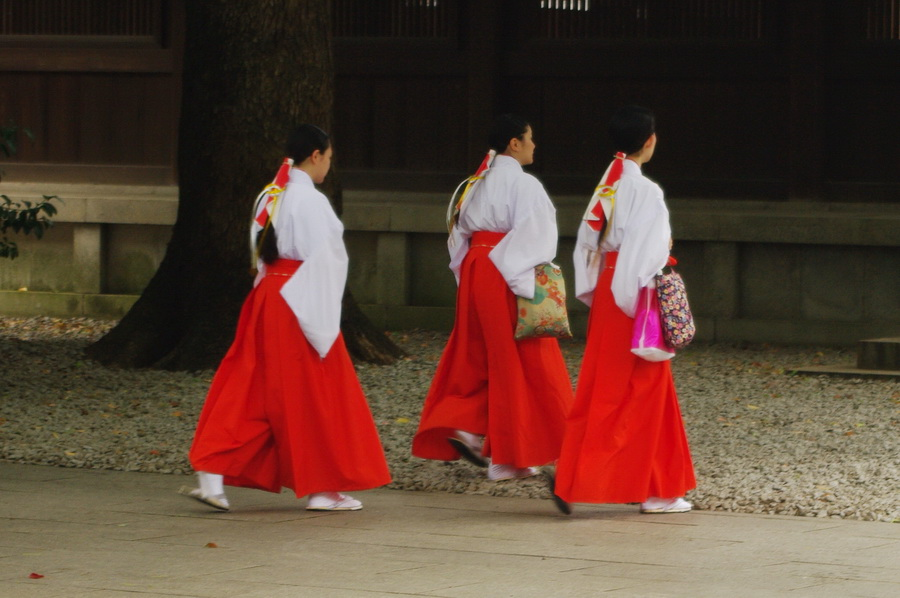
La vestimenta d'una miko consisteix en un haori blanc i un hakama vermell. El pèl està recollit en forma de cua de cavall amb una cinta de pèl blanca i vermella
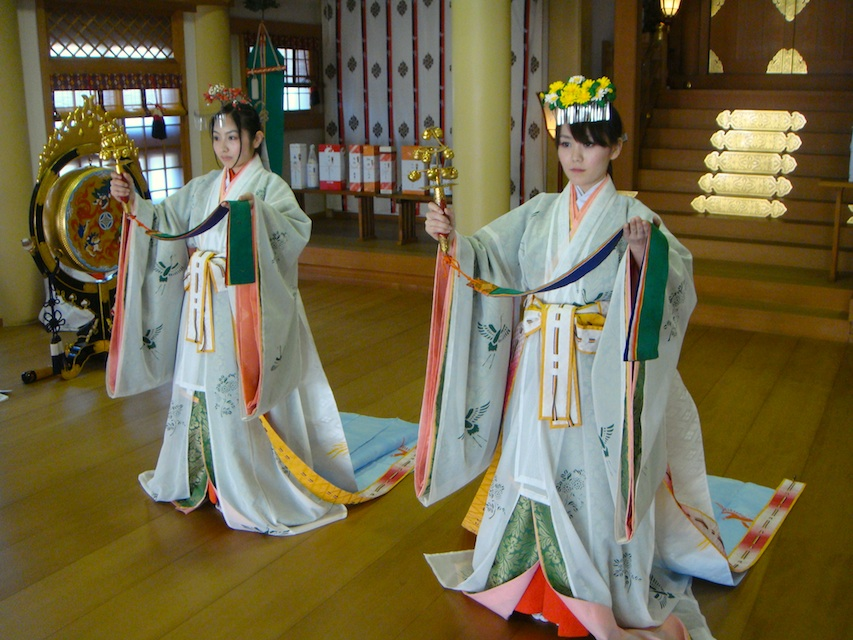
Miko amb vestit de cerimònia, realitzant la dansa ritual Urayasu no mai (浦安の舞)
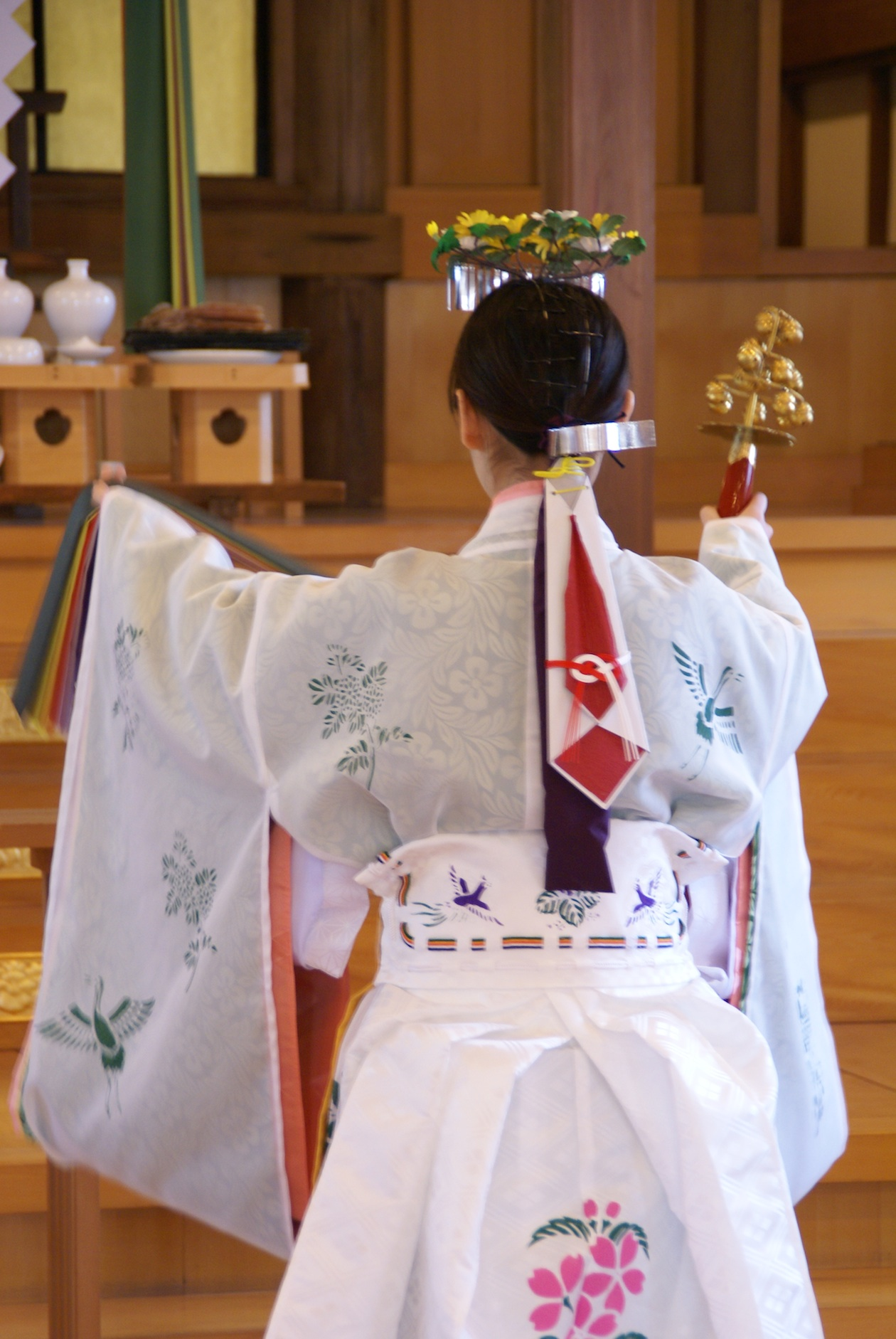
Miko amb vestit de cerimònia, vista posterior
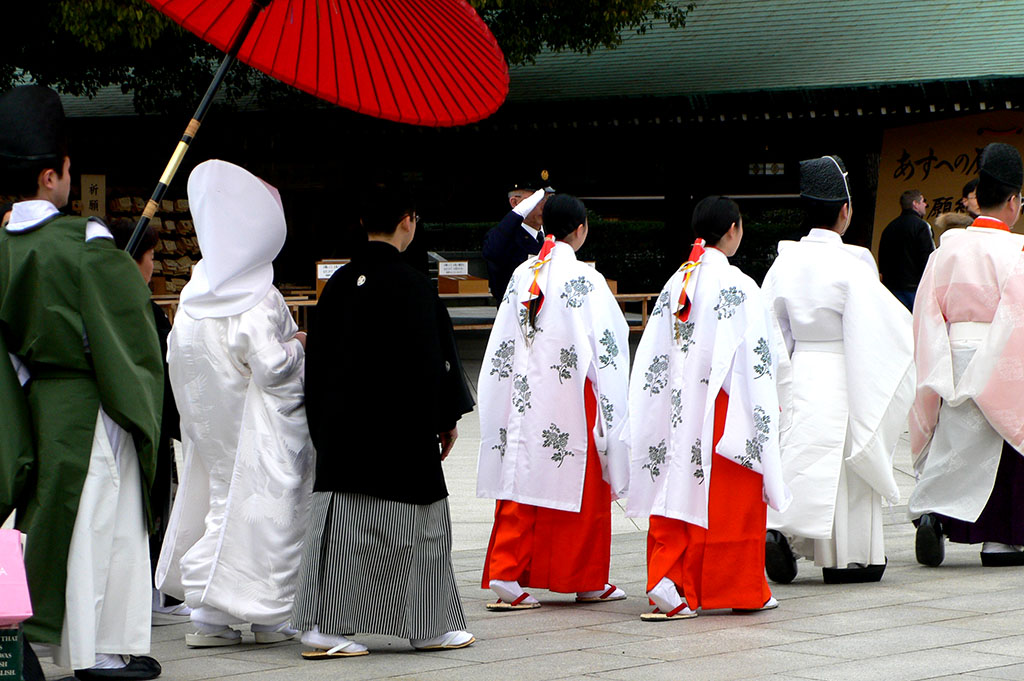
Miko en una processó de casament (神前式) al Santuari Meiji (明治神宮) a Tòquio
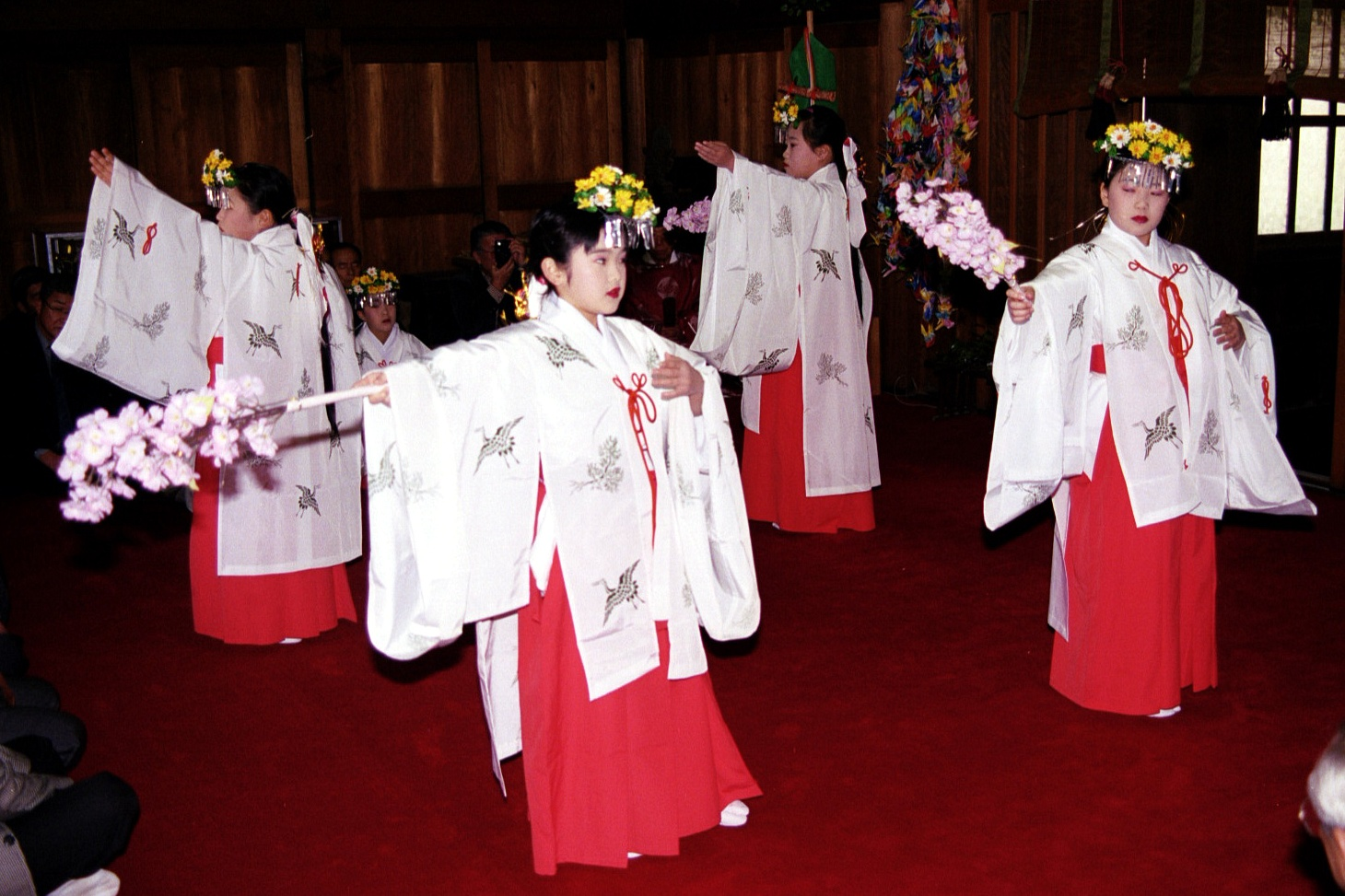
Miko reealitzant la dansa tradicional Toyosaka no mai (豊栄の舞)

## Història
Les tradicions miko es remunten al període prehistòric de Jōmon del Japó, quan les xamans femenines entraven en «estat de trànsit i transmeten les paraules dels déus» (el kami), un acte comparable amb «la pitonissa o sibi·la a l'antiga Grècia».
El registre més primerenc de qualsevol cosa semblant al terme «miko» és de la referència xinesa a Himiko (卑弥呼) (175-248), una reina xaman què és la primera referència històrica (no llegendària) trobada al Japó, però no se sap completament si Himiko era una miko, o fins i tot si existien miko en aquella època.
Les primeres miko eren una figura social important que estava «associada a la classe dirigent». «A més de les seves actuacions rituals en estat de trànsit i en èxtasi», escriu Kuly, «[la miko] realitzava una varietat de funcions religioses i polítiques». Una escola tradicional de miko, afegeix Kuly, «afirmava que descendia de la Deessa Uzume (アメノウズメ)».
Durant el període Nara (710-794) i Heian (794-1185), els funcionaris del govern van intentar controlar les pràctiques de les miko. Com assenyala Fairchild:
| «                        | El 780 el 807 es van publicar anuncis oficials contra la pràctica de l'èxtasi fora de l'autoritat dels santuaris. Aquests anuncis no només es dirigien a l'èxtasi, sinó que estaven destinats a mags, sacerdots, bruixots, etc. Es tractava d'aconseguir un control total, alhora que es tractava d'eradicar els abusos que es produïen. | » |
| — Fairchild, 1962, p. 53 | |   |

Durant el període feudal de Kamakura (1185-1333) quan Japó va ser controlat pels estats dels guerrers shōgun:
| «                    | Les miko es van veure obligades a un estat de mendicitat, ja que els santuaris i temples que li donaven un mitjà de subsistència van caure en fallida. Desvinculades d'un context religiós, la seva actuació es va traslladar més enllà d'un entorn religiós i més cap a un d'un caràcter no eclesiàstic. La miko viatgera, coneguda com l'aruki miko, es va associar amb la prostitució. | » |
| — Kuly, 2003, p. 199 | |   |

Durant el període Edo (1603-1868), escriu Groemer, «les estructures organitzatives i les arts practicades per les dones xamans a l'est del Japó van experimentar transformacions significatives». Tot i que en el període Meiji (1868-1912), moltes pràctiques xamàniques van ser prohibides:
| «                      | Després de 1867, el desig del govern de l'era Meiji era de crear una forma de xintoisme estatal encapçalat per l'emperador (el xaman cap de la nació), i va significar que el xintoisme necessitava ser segregat tant del budisme com de les creences folklòriques. Com a resultat, el discurs oficial va repetir cada vegada més visions negatives de les miko i les seves institucions. | » |
| — Groemer, 2007, p. 44 | |   |

El 1873 va aparèixer un edicte anomenat Miko Kindanrei (巫女禁断令, Decret de prohibició de les miko) imposat per les forces de seguretat lleials a les forces imperials, prohibint totes les pràctiques espirituals de les miko, emès pel Departament d'Afers Religiosos (教部).
El kagura, un ball cerimonial xintoista, que es va originar «ballant rituals per transmetre oracles divins», es va transformar al segle XX en una dansa popular cerimonial anomenada miko-mai (巫女 舞) o miko-kagura (巫女 神 楽).

## Lesmikocontemporànies

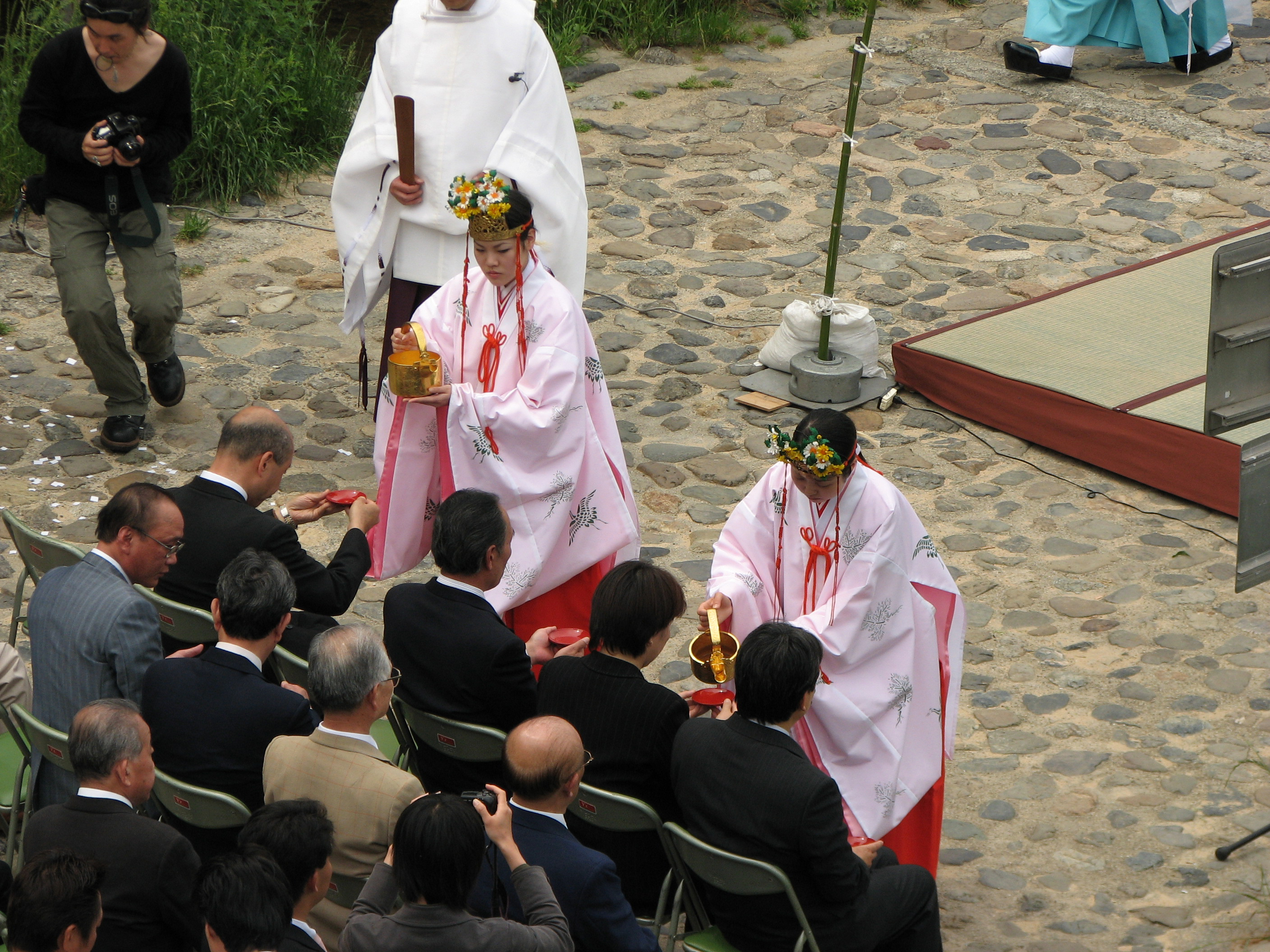
Miko realitzant una cerimònia xinto prop del riu Kamo

Actualment, sovint es veuen miko als jinja (santuaris xintoistes), on assisteixen amb funcions del santuari, realitzen balls cerimonials, ofereixen omikuji de fortuna, venen records, i ajuden als kannushi (神主, mestre de déu) en ritus xintoistes. Kuly descriu la miko contemporània: «Una parent llunyana de la seva germana xamànica premoderna, probablement és una estudiant universitària que rep un salari modest en aquesta posició a temps parcial».
L'etnòleg Kunio Yanagita (柳田 國男, 1875-1962), el primer que va estudiar les dones xamans japoneses, les va diferenciar entre jinja miko (神社 巫女, dones xaman del temple) que ballen amb campanes i participen en rituals de yudate (湯 立 て, aigua bullent), kuchiyose miko (口 寄 せ 巫女, dones xaman-mèdium espiritual) que parlen en nom del difunt, i kami uba (神 姥, dones de Déu) que es dediquen al culte i invocacions (per exemple, la fundadora del Tenrikyo (天理教), Nakayama Miki (中山 みき))).
Els investigadors han classificat encara més les miko contemporànies en termes de les seves diverses tradicions i pràctiques. Aquestes categoritzacions inclouen la cega itako (イタコ) (concentrada al nord i l'est del Japó), la cega waka o owaka (nord i est del Japó), la moriko (nord i est de Tòquio), la nono (centre del Japó), la cega zatokaka (nord-oest del Japó), la sasa hataki que utilitza sasa (ササ o 笹, bambú nan) sobre la seva cara (norest de Tòquio), a més de les organitzacions familiars i populars. Uns altres han dividit la miko o fujo per la seva ceguesa entre la cega ogamiya (尾 上 屋, especialista en invocació), o ogamisama (que permeten la possessió del seu esperit pel kuchiyose), i la miko o kamisama (que realitzen endevinacions i invocacions).
En la religió eclèctica Shugendō (修験道), els sacerdots que practicaven l'èxtasi sovint es casaven amb miko. Molts erudits identifiquen les característiques de les xamans miko en les Shinshūkyō (新宗教, noves religions) com Sukyo Mahikari (崇教真光, Llum de la Veritat), Ōmoto (大本, Gran Font) i Shinmeiaishinkai (神命愛心会, Societat de l'amor diví).

## L'entrenament tradicional

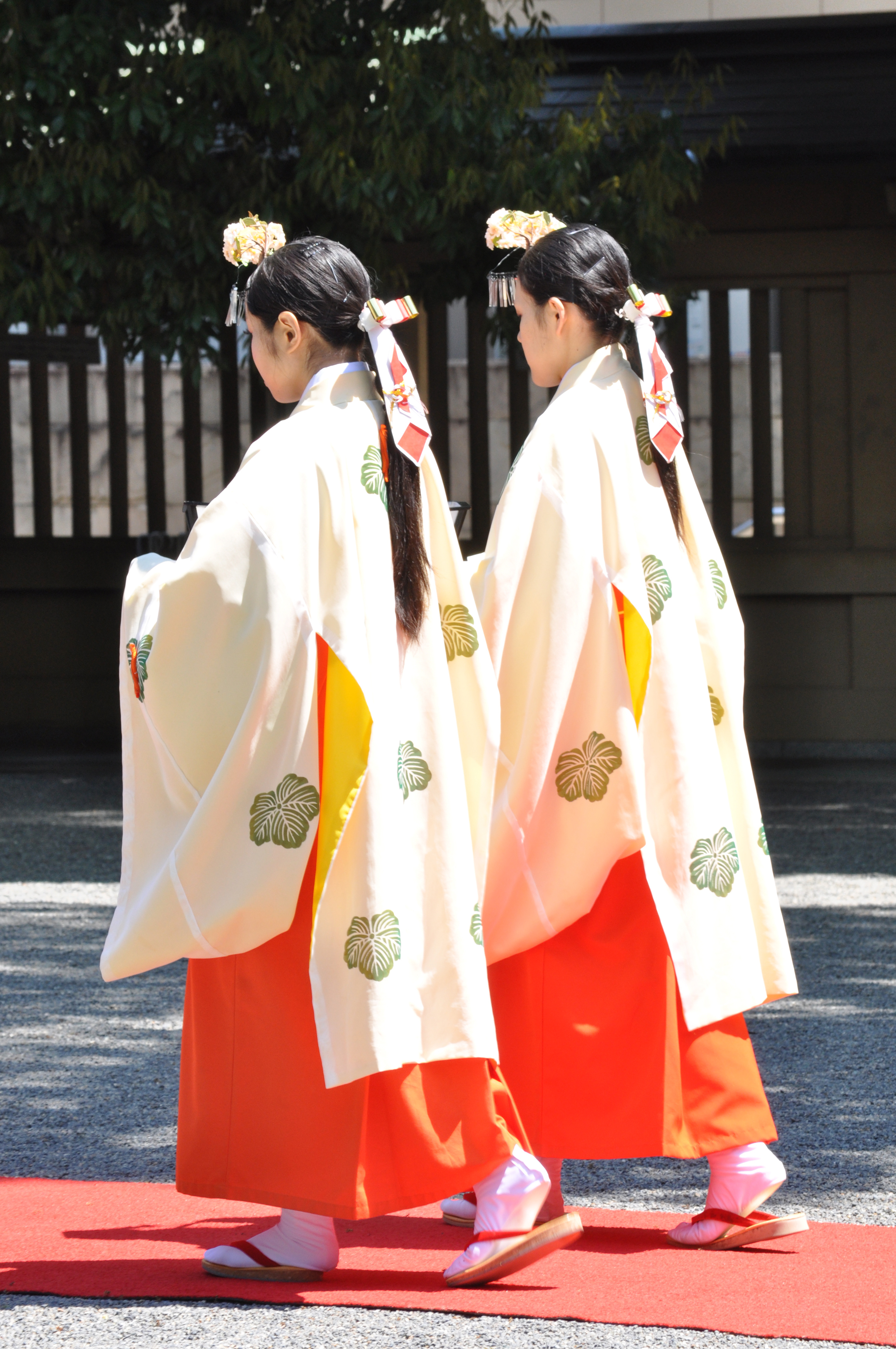
Miko amb el vestit cerimonial

El coneixement d'un xaman passava de generació en generació, però de vegades algú que no descendia directament d'un xaman s'oferia voluntari per a formar-se o era nomenat pels caps del poble. Per aconseguir-ho, aquesta persona havia de tenir algun potencial. Algunes condicions s'interpretaven com un signe que una persona es podia dedicar al xamanisme: neurosi, al·lucinacions, comportament inusual i histèria. Aquestes condicions encara s'anomenen «malalties xamàniques».
Per convertir-se en una xaman, la nena (encara molt jove, majoritàriament després de l'inici del cicle de la menstruació) havia de sotmetre's a una formació molt intensiva específica de la kuchiyose miko. Una xaman anciana reconeguda, que podria ser una membre de la família (com una tia) o una membre de la tribu, ensenyava a la noia a crear les tècniques necessàries per controlar el seu estat de trànsit. Això es feia amb rituals, inclosos els rentats amb aigua freda, la purificació regular, l'abstinència i l'observació dels tabús comuns com la mort, la malaltia i la sang. També estudiava com comunicar-se amb els kami i els esperits dels difunt, com un mitjà, per ser posseïeda per aquests esperits. Això s'aconseguia cantant i ballant, per tant, la noia aprenia melodies i entonacions que s'utilitzaven en cançons, oracions i fórmules màgiques, recolzades per tambors i sonalls.
Altres objectes utilitzats per a rituals eren miralls (per atraure el kami) i espases (katana). També necessitava aprendre els diversos noms dels kami que eren importants per al seu poble, així com la seva funció. Finalment, aprenia un llenguatge secret (només conegut pels altres xamans) per a descobrir els secrets de les fórmules màgiques i de dir la fortuna.
Després de l'entrenament, que podia trigar entre tres i set anys, la noia realitzava un ritu d'iniciació per convertir-se en una autèntica xaman. Aquesta cerimònia mística era presenciada per la seva mentora, altres ancianes i xamans simpatitzants. La noia portava una mortalla blanca com símbol del final de la seva vida anterior. Les ancianes començaven a cantar i al cap d'un temps la noia començava a tremolar. A continuació, la seva mentora demanava a la noia si ja estava posseïda pel kami. Tan aviat ella responia, la mentora li llançava un pastís d'arròs a la cara, fent que la noia es desmaies. Les ancianes portaven a la noia a un llit calent i la mantenien càlida fins que es despertava. Quan la noia es despertava, li permetien portar un vestit de núvia bellament acolorit i realitzar el corresponent brindis tradicional del casament.
La semblança de la cerimònia del casament amb el ritu d'iniciació suggereix que la noia aprenent, encara verge, s'havia convertit en la núvia del kami que li va posseir (això es diu Tamayori Hime, 玉 依 姫). Es diu que durant el seu trànsit, el kami demana a la noia si vol anar al seu santuari. En algunes zones del Japó s'havia de portar una olla plena d'arròs (meshibitsu) i una paella. Una vella pràctica, abandonada des de fa temps, era la relació sexual amb un sacerdot xinto que representava el kami. Com a resultat d'aquesta relació sexual, la xaman tenia un nadó del kami (mikogami, 御 子 神).
En alguns casos, les noies o les dones rebien la visita nocturna d'un esperit itinerant (marebito, 稀 人). Després d'aquesta visita, la dona donava a conèixer a la resta del seu poble que havia sigut posseïda per un kami, col·locant una fletxa blanca i un ploma al sostre de la seva casa.

## Lesmikoa la ficció

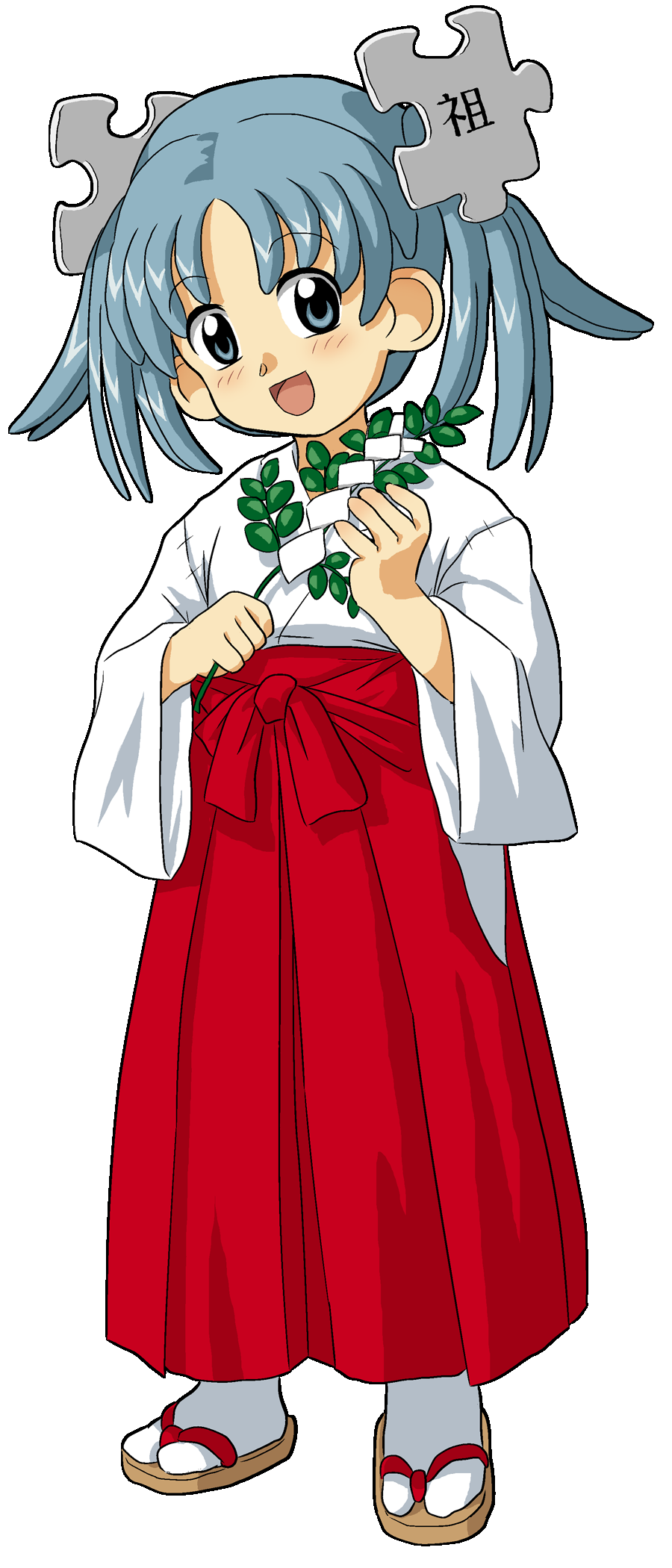
Na Viqui amb vestimenta de miko

Les miko són personatges comuns en la literatura japonesa, manga i anime. Sovint són personatges estereotipats, immediatament recognoscibles per la seva vestimenta. Una de les imatges típiques de les miko s'escenifica escombrant el llindar del temple amb una escombra amb mànec de bambú. En les històries romàntiques, com ara les novel·les visuals o els jocs d'aventures, les miko sovint es presenten com a noies atractives, però temperamentals, sovint perquè han tingut poc contacte amb els nois o amb una experiència adversa. Això contrasta amb l'estereotip de la monja cristiana, dolça i amable, també comuna en aquest tipus d'històries.
Més enllà d'aquesta imatge, al manga i a l'anime sovint les miko són heroïnes que lluiten contra esperits malignes, dimonis o fantasmes, generalment utilitzant forces màgiques o sobrenaturals. També són descrites com a expertes en arts marcials, especialment en el maneig d'armes japoneses tradicionals com el yumi (弓, arc japonès), el tantō (短刀, daga), o espases japoneses com la katana (刀) o la wakizashi (脇差 o 脇指). Les miko del manga practiquen gairebé sempre de màgia, com les o-fuda (御札 o お札), i els diferents mètodes d'endevinació.
En els jocs de rol occidentals, les miko són de vegades considerades com equivalents a «bruixes blanques» o «paladines». De vegades, aquest tipus de miko s'anomenen betsushikime (miko lluitadora). Algunes miko històriques, com Izumo no Okuni (出雲阿国), són de vegades considerades betsushikime.
Les kuro miko (literalment «miko negres», que també es pot traduir com «miko de les tenebres») són, en la ficció japonesa, les equivalent malvades de la miko tradicional. Serveixen a sacerdotesses renegades o directament a dimonis. Les kuro miko solen ser expertes en demonologia i màgia negra; porten una versió «fosca» del vestit tradicional (on el vermell fosc, l'or i el negre són reemplaçats pel vermell escarlata), i de vegades porten una màscara. Aquest tipus de personatge apareix entre d'altres en Inuyasha.